# Acords de Bretton Woods

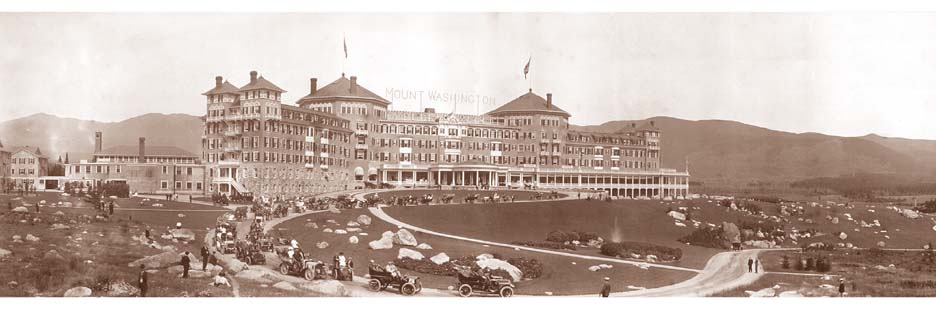
El complex hoteler de Bretton Woods, el 1905

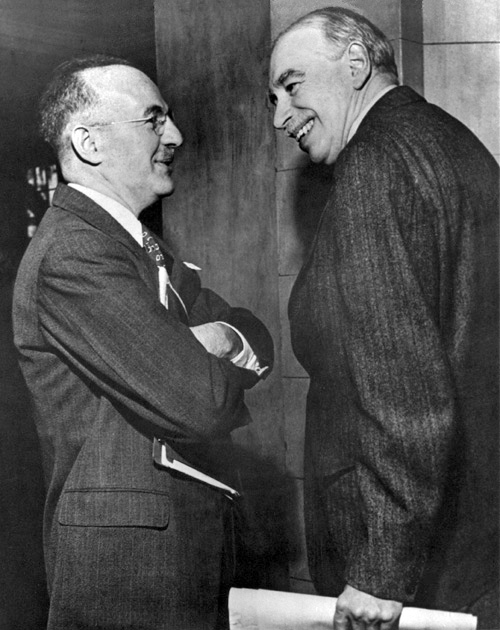
Harry Dexter White (a l'esquerra) i John Maynard Keynes l'any 1946. Foren els dos protagonistes principals de la conferència de Bretton Woods.

Els Acords de Bretton Woods foren uns acords econòmics que van permetre de dibuixar les grans línies del sistema financer internacional després de la Segona Guerra Mundial. L'objectiu principal que es perseguia era crear una organització monetària mundial i afavorir la reconstrucció i el desenvolupament econòmic dels països afectats per la guerra.
Encara en plena guerra, foren signats el 22 de juliol de 1944 al poble de Bretton Woods, part del municipi de Carroll (Nou Hampshire) als Estats Units, després de tres setmanes de debats entre 730 delegats que representaven un conjunt de 44 estats aliats. Hi havia també un observador de la Unió de Repúbliques Socialistes Soviètiques.
Els dos protagonistes principals d'aquesta conferència foren John Maynard Keynes, que dirigia la delegació britànica, i Harry Dexter White, assistent del secretari del Tresor dels Estats Units, que havien preparat tots dos un pla de conjunt.
El pla Keynes fou esbossat des del 1941 i preparava un sistema monetari mundial basat en una unitat de reserva no estatal, el bancor. La part estatunidenca preferia donar un paper de puntal al dòlar americà i proposava més aviat crear un fons d'estabilització construït sobre els dipòsits dels estats membres i una banca de reconstrucció per la postguerra.
El principal objectiu del sistema de Bretton Woods va ser posar en marxa un Nou Ordre Econòmic Internacional i donar estabilitat a les transaccions comercials a través d'un sistema monetari internacional, amb tipus de canvi sòlid i estable, fundat en el domini del dòlar estatunidenc. Per a això es va adoptar un patró or-divises, en què els EUA havia de mantenir el preu de l'or en $35,00 per unça i se li va concedir la facultat de canviar dòlars per or a aquest preu sense restriccions ni limitacions. En mantenir fix el preu d'una moneda (el dòlar), els altres països haurien de fixar el preu de les seves monedes amb relació a aquella, i si cal, intervenir dins dels mercats canviaris per tal de mantenir els tipus de canvi dins d'una banda de fluctuació de l'1%.
A partir de Bretton Woods, quan els països tenen dèficit en la seva balança de pagaments, han de finançar-ho a través de les reserves internacionals o mitjançant l'atorgament de préstecs que concedeix el Fons Monetari Internacional. Per això va ser creat. Per a tenir accés a aquests préstecs als països, han d'acordar les seves polítiques econòmiques amb l'FMI.
Amb el lideratge dels EUA, presidits encara per Franklin Delano Roosevelt, la trobada va ser un èxit, sobretot per als estatunidencs. Les tesis de l'economista dels EUA Harry Dexter es van imposar a les iniciatives britàniques, liderades per l'antic referent rooseveltià John M. Keynes. Els Fons Monetari Internacional va ser idea del mateix Dexter. I de Bretton Woods en van sorgir també la substitució del patró or pel patró dòlar.
Dos organismes que van néixer arran d'aquesta conferència que encara continuen actius i es coneixen com les Institucions de Bretton Woods (Bretton Woods Institutions o BWI en anglès):
- el Banc mundial (originalment conegut com el Banc Internacional per a la Reconstrucció i el Desenvolupament, abreviat amb les sigles BIRD, en anglès: International Bank for Reconstruction and Development o IBRD)
- el Fons Monetari Internacional (FMI)

S'hauria hagut de crear un tercer organisme, encarregat del comerç internacional. Tanmateix, davant la manca d'acord, no va néixer fins a l'any 1995 amb la creació de l'Organització mundial del comerç (OMC) després de les negociacions de l'Acord General d'Aranzels i Comerç (GATT).

## Fallida del sistema de Bretton Woods
El sistema va començar a trontollar durant la Guerra del Vietnam, quan els Estats Units enviava a l'exterior milers de milions de dòlars per finançar la guerra. A més, el 1971 el país va tenir un dèficit comercial per primera vegada al segle xx. Els països europeus van començar a canviar els dòlars sobrevalorats per marcs alemanys i per or. Així, França i Gran Bretanya van demanar als EUA la conversió dels seus excedents de dòlars en or. Per tant, les reserves de Fort Knox, on està dipositat l'or dels Estats Units, es van contraure. Com a resposta, el president Richard Nixon va impedir les conversions del dòlar i el va devaluar (per fer que les exportacions estatunidenques fossin més barates i alleujar el desequilibri comercial). Així mateix, Nixon va imposar un aranzel temporal del 10% i va tenir èxit en forçar a aquests països a revalorar la seva moneda, però no a crear un nou sistema de tipus canviari estable. De fet, el valor de les monedes va començar a fluctuar.